# 35. Feldartillerie-Brigade (Deutsches Kaiserreich)
Die 35. Feldartillerie-Brigade war ein Großverband der Preußischen Armee.

## Geschichte
Im Zuge der Heereserweiterung wurde zum 1. Oktober 1899 die 35. Feldartillerie-Brigade in Graudenz gebildet. Sie gehörte zur 35. Division des XVI. Armee-Korps und ihr waren die Feldartillerie-Regimenter Nr. 71 und 81 unterstellt.
Zu Beginn des Ersten Weltkriegs machte die Brigade im Verbund mit der 35. Infanterie-Division mobil und nahm an der Ostfront an den Schlachten bei Gumbinnen, Tannenberg sowie an den Masurischen Seen teil. Daran schlossen sich bis Ende des Jahres Kämpfe bei Warschau, an der Rawka, bei Kutno und die Schlacht um Łódź an. Nach der Narew-Offensive verlegte die Brigade Anfang Oktober 1915 an die Westfront und lag zunächst in Stellungskämpfen zwischen Somme und Oise. Von Juli bis November 1916 nahm sie an der Schlacht an der Somme teil und befand sich anschließend dort in Stellungskämpfen.
Durch Erlass des Kriegsministeriums wurde zum 16. Februar 1917 aus dem Brigadestab der Artillerie-Kommandeur Nr. 35 (Arko 35) gebildet, der die gesamte Artillerie (Feld- und Fußartillerie) der Division verantwortete. Bereits im Januar 1917 war das Thorner Feldartillerie-Regiment Nr. 81 aus dem Brigadeverband ausgeschieden und der 233. Infanterie-Division unterstellt worden.
Im weiteren Kriegsverlauf befand sich das Kommando in Kämpfen vor der Siegfriedstellung, bei Arras und in Flandern. Nach Kriegsende wurde die Brigade 1919 offiziell aufgelöst.

## Kommandeure
| Dienstgrad          | Name                        | Datum                                                        |
| ------------------- | --------------------------- | ------------------------------------------------------------ |
| Oberst/Generalmajor | Hermann Klauenflügel        | 01. Oktober 1899 bis 17. April 1903                          |
| Oberst/Generalmajor | Max Bruder                  | 18. April 1903 bis 21. März 1907                             |
| Oberst              | Hermann Zierold             | 22. März bis 30. Juni 1907 (mit der Führung beauftragt)      |
| Oberst/Generalmajor | Hermann Zierold             | 01. Juli 1907 bis 21. März 1912                              |
| Oberst              | Friedrich von Reichenbach   | 22. März bis 21. April 1912 (mit der Führung beauftragt)     |
| Oberst/Generalmajor | Friedrich von Reichenbach   | 22. April bis 18. November 1912                              |
| Oberst              | Friedrich (von) Uhden       | 19. November 1912 bis 9. November 1914                       |
| Oberst/Generalmajor | Hans Rüstow                 | 10. November 1914 bis 19. Mai 1915                           |
| Oberst              | Waldemar Eggerß             | 20. Mai 1915 bis 12. Januar 1917                             |
| Oberstleutnant      | Oskar Krampff               | 13. Januar bis 14. Februar 1917 (mit der Führung beauftragt) |
| Oberst/Generalmajor | Oskar Rebay von Ehrenwiesen | 15. Februar bis 7. November 1917                             |
| Oberst              | Köhler                      | 08. November 1917 bis 14. Januar 1919                        |
| Generalmajor        | Bernhard Wilckens           | 15. Januar 1919                                              |